# Pochhammerjev simbol
Pochhammerjev simbol predstavlja rastočo ali padajočo funkcijo fakulteta. 
Označujemo ga z {\displaystyle (x)_{n}}, kjer je n nenegativno celo število.
Imenuje se po nemškem matematiku Leu Augustu Pochhammerju (1841 - 1920) 
Za označevanje padajoče fakultete, ki je določena kot 
{\displaystyle (x)_{n}=x(x-1)(x-2)\cdots (x-n+1)}
uporabljamo oznako {\displaystyle (x)_{n}}.
Za rastočo fakulteto, ki je določena kot 
{\displaystyle x^{(n)}=x(x+1)(x+2)\cdots (x+n-1).} pa uporabljamo oznako {\displaystyle x^{(n)}}.

## Značilnosti
Z rastočimi in padajočimi fakultetami lahko izrazimo binomske koeficiente
{\displaystyle {\frac {x^{(n)}}{n!}}={x+n-1 \choose n}\quad {\mbox{in}}\quad {\frac {(x)_{n}}{n!}}={x \choose n}.}
Rastočo fakulteto lahko izrazimo tudi kot padajočo fakulteto, ki se prične na drugem koncu
{\displaystyle x^{(n)}={(x+n-1)}_{n}.}
Padajoča in rastoča fakulteta sta povezani z
{\displaystyle {(-x)}^{(n)}={(-1)}^{n}{(x)}_{n}.}
Rastoča fakulteta se lahko razširi na realne vrednosti {\displaystyle n} z uporabo funkcije gama, če sta {\displaystyle x\,} in {\displaystyle n} kompleksni števili, ki nista negativni celi števili:
{\displaystyle x^{(n)}={\frac {\Gamma (x+n)}{\Gamma (x)}},}
Podobno je s padajočo fakulteto
{\displaystyle (x)_{n}={\frac {\Gamma (x+1)}{\Gamma (x-n+1)}}}.
Če {\displaystyle D} pomeni odvod po {\displaystyle x\,}, imamo 
{\displaystyle D^{n}(x^{a})=(a)_{n}\,\,x^{a-n}.}

## Drugačno označevanje
Ameriški matematik Ronald Lewis Graham (rojen 1935) in ameriška računalničarja Donald Knuth (rojen 1938) ter Oren Patashnik (rojen 1954) so uvedli nov način označevanja rastočih in padajočih fakultet. Za rastočo fakulteto so uporabili označevanje:
{\displaystyle x^{\overline {m}}=\overbrace {x(x+1)\ldots (x+m-1)} ^{m~\mathrm {faktorjev} }\qquad {\mbox{za cela števila }}m\geq 0,}
za padajočo pa:
{\displaystyle x^{\underline {m}}=\overbrace {x(x-1)\ldots (x-m+1)} ^{m~\mathrm {faktorjev} }\qquad {\mbox{za cela števila }}m\geq 0;}
Uporabljajo se še druge oznake kot so {\displaystyle P(x,n)}, {\displaystyle ^{x}P_{n}}, {\displaystyle P_{x,n}} in {\displaystyle _{x}P_{n}}